# Felipe Contepomi

a Compétitions nationales et continentales officielles uniquement.

b Matchs officiels uniquement.
Dernière mise à jour le 9 février 2015.
Felipe Contepomi est un joueur de rugby à XV international argentin né le 20 août 1977 à Buenos Aires. Il évolue au poste de demi d'ouverture ou de centre. Il commence sa carrière en 1996 au Club Newman, ou il joue jusqu'en 2001. Après avoir joué pour le club anglais de Bristol puis pour le Leinster Rugby en Irlande, en France avec le RC Toulon et le Stade Français, il termine sa carrière au sein de son club formateur argentin, le Club Newman. Il est ensuite entraîneur.

## Carrière

### En club
Felipe Contepomi a commencé à jouer au rugby pour Newman, un club de Buenos Aires, avant de rejoindre l'Europe et le club anglais de Bristol.
Il a ensuite rejoint le Leinster, puis Toulon, avant de finir au Stade Français.
Au cours de sa longue carrière Contepomi aura disputé 58 matchs en compétitions européennes :
- 40 matchs en H Cup (18 essais, 63 transformations, 73 pénalités, 3 drops)
- 18 matchs en Challenge européen (3 essais, 33 transformations, 37 pénalités)

### En équipe nationale
Felipe Contepomi a obtenu sa première cape internationale le 10 octobre 1998 à l'occasion d'un match contre l'équipe du Chili à Santiago (Chili), et sa dernière cape le 5 octobre 2013 contre l'équipe d'Australie à Rosario (Argentine).

### Entraîneur
Devenu entraîneur des lignes arrières de l'équipe d'équipe d'Argentine en 2022 sous la direction de Michael Cheika, Felipe Contepomi lui succède au poste de sélectionneur des Pumas en décembre 2023.
- 2016 : Jaguares (entraîneur adjoint)
- 2017-2018 :  Argentine XV (entraîneur en chef)
- 2018-2022 : Leinster Rugby (entraîneur des arrières)
- 2022-2023 :  Argentine (entraîneur des arrières)
- Depuis 2023 :  Argentine (entraîneur en chef)

| Saison      | Club     | Division                  | Poste                   | Classement             | Coupe d'Europe             | Challenge européen |
| ----------- | -------- | ------------------------- | ----------------------- | ---------------------- | -------------------------- | ------------------ |
| 2016        | Jaguares | Super Rugby               | Entraîneur adjoint      | 13e                    | -                          | -                  |
| 2018 - 2019 | Leinster | Pro14                     | Entraîneur des arrières | Vainqueur du Pro14     | Défaite en finale          | -                  |
| 2019 - 2020 | Leinster | Pro14                     | Entraîneur des arrières | Vainqueur du Pro14     | Éliminé en quart-de-finale | -                  |
| 2020 - 2021 | Leinster | Pro14                     | Entraîneur des arrières | Vainqueur du Pro14     | Éliminé en demi-finale     | -                  |
| 2021 - 2022 | Leinster | United Rugby Championship | Entraîneur des arrières | Éliminé en demi-finale | Défaite en finale          | -                  |

## Palmarès

### Joueur
En club :
- Coupe d'Europe :
  - Vainqueur (1) : 2009.

- Challenge européen :
  - Finaliste (1) : 2010

- Celtic League :
  - Champion : 2008.
  - Vice-champion (1) : 2006.

- Championnat d'Angleterre :
  - Vice-champion (1) : 2002.

Personnel :

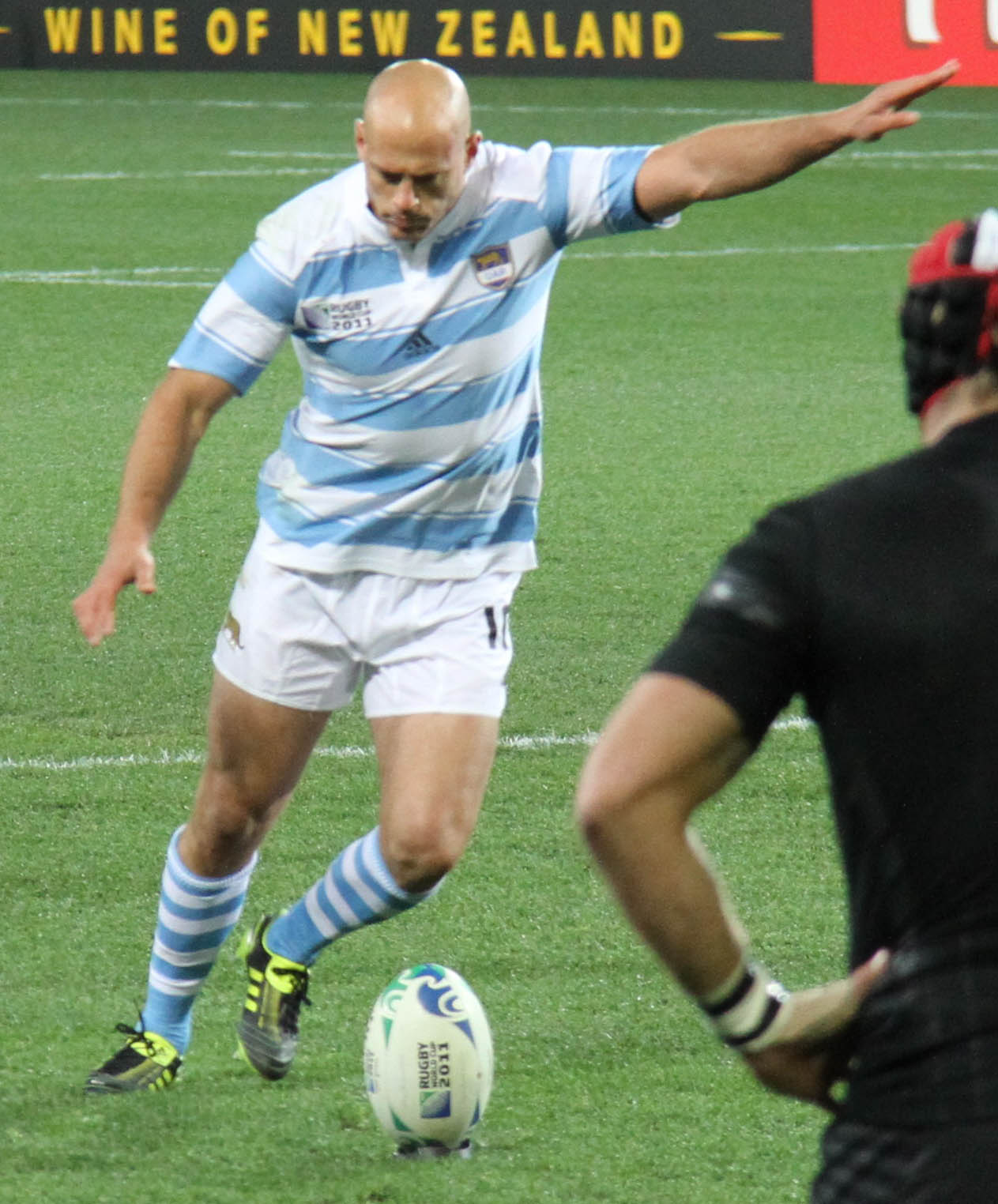
Contepomi pendant la Coupe du monde de rugby 2011

- Membre du Temple de la renommée World Rugby depuis 2017

### Entraîneur

#### En club
- Coupe d'Europe :
  - Finaliste (1) : 2019
- Pro14 :
  - Vainqueur (1) : 2019

#### En sélection
- Bilan par adversaire dans le Rugby Championship :

| Année          | Nouvelle-Zélande | Nouvelle-Zélande | Australie | Australie | Afrique du Sud | Afrique du Sud | Classement |
| -------------- | ---------------- | ---------------- | --------- | --------- | -------------- | -------------- | ---------- |
| 2024           | 30-38            | 42-10            |           |           |                |                |            |
| % de victoires | 50% (1/2)        | 50% (1/2)        | - % (-/3) | - % (-/3) | - % (-/3)      | - % (-/3)      | 50% (1/2)  |

- Bilan par adversaire dans les tournées de tests matchs :

| Année | Tournée  | 1er match | 2e match | 3e match | 4e match | Bilan     |
| ----- | -------- | --------- | -------- | -------- | -------- | --------- |
| 2024  | Juillet  | France    | France   | -        | -        | 50% (1/2) |
| 2024  | Juillet  | 13-28     | 33-25    | -        | -        | 50% (1/2) |
| 2024  | Novembre | Italie    | Irlande  | France   | -        | - % (-/3) |
| 2024  | Novembre | -         | -        | -        | -        | - % (-/3) |

## Statistiques en équipe nationale
- 87 sélections (75 fois titulaire, 12 fois remplaçant) (record de sélections argentin du 5 octobre 2013 au 5 octobre 2019[2],[3])
- 651 points (16 essais, 74 transformations, 139 pénalités, 2 drops)
- 25 fois capitaine entre le 26 mai 2007 et le 24 août 2013
- Sélections par année : 4 en 1998, 6 en 1999, 5 en 2000, 8 en 2001, 6 en 2002, 8 en 2003, 4 en 2004, 5 en 2005, 4 en 2006, 9 en 2007, 5 en 2008, 6 en 2010, 5 en 2011, 4 en 2012, 8 en 2013

En Coupe du monde :
- 1999 : 3 sélections (Japon, Irlande, France)
- 2003 : 3 sélections (Australie, Namibie, Irlande)
- 2007 : 7 sélections (France, Géorgie, Namibie, Irlande, Écosse, Afrique du Sud, France)
- 2011 : 4 sélections (Angleterre, Écosse, Géorgie, Nouvelle-Zélande)

## Vie privée
Felipe Contepomi est chirurgien orthopédique de formation. Il est le frère jumeau du joueur Manuel Contepomi.